# Stará Voda, Hradec Králové
Stará Voda är en ort i Tjeckien. Den ligger i den centrala delen av landet, 80 km öster om huvudstaden Prag. Stará Voda ligger 231 meter över havet och antalet invånare är 117.
Terrängen runt Stará Voda är platt. Runt Stará Voda är det ganska tätbefolkat, med 52 invånare per kvadratkilometer. Närmaste större samhälle är Přelouč, 12,4 km söder om Stará Voda. Trakten runt Stará Voda består till största delen av jordbruksmark.